# Bach Digital
Bach Digital, desenvolupada per l'arxiu Bach-Archiv de Leipzig, és una base de dades en línia que dona accés a informació sobre totes les composicions de Johann Sebastian Bach i dels membres de la seva família.
Els estudis sobre manuscrits i versions de composicions es ressenyen en pàgines separades, amb referències a fonts i edicions acadèmiques. El portal de la base de dades està en línia des de 2010.

## Història
L'any 2000, dos anys després que Uwe Wolf suggerís la possibilitat de donar suport a la publicació de la Neue Bach-Ausgabe (NBE) amb mitjans digitals, es va iniciar el projecte anomenat Bach Digital. Va començar com una iniciativa de la Internationale Bachakademie Stuttgart, però sense la participació directa del llavors editor de la NBE, l'Institut Johann Sebastian Bach de Gotinga. Quatre anys després, el projecte continuava sent poc convincent, per la qual cosa tècnicament es va retardar i va quedar en no res, i fins i tot la seva adreça web www.bachdigital.org va ser posada en venda.
Els primers passos cap a un nou projecte amb el mateix nom es van fer aquell mateix any. L'objectiu d'aconseguir que les imatges d'autògrafs i manuscrits originals estiguessin disponibles a Internet va tenir continuïtat amb el projecte anterior, però un nou objectiu era el d'escanejar el material en alta resolució, utilitzant l'aplicació Zoomify.
El projecte va cooperar amb l'Institut Bach de Gotinga. Com a l'institut va deixar de funcionar el 2006, va sorgir la idea de fusionar l'institut i el projecte. Amb l'aportació de l'institut Göttingen, el lloc web ara no sols mostraria facsímils digitals d'alta resolució, sinó que també oferiria descripcions detallades de manuscrits i composicions extretes del catàleg Der Göttinger Bach-Katalog / Die Quellen der Bach-Werke (El catàleg Göttingen / Les fonts de les obres de Bach), desenvolupat a Gotinga des de 2001. El finançament del projecte per la Deutsche Forschungsgemeinschaft (Societat Alemanya de Recerca) va ser concedit el 2007.
Amb Uwe Wolf com a cap, el desenvolupament del lloc web va començar el 2008, i la base de dades es va posar en línia el 2010. Es van posar a disposició del públic en format digital al voltant del 40% dels 697 manuscrits de les obres de Bach arxivats a les biblioteques de Berlín, Dresden, Leipzig i Krakau. Això representa aproximadament el 90% de les seves obres.
El lloc no sols proporciona accessibilitat als documents distribuïts, sinó que també ajuda a la seva preservació. Diverses biblioteques internacionals van posar a disposició altres documents, incloses biblioteques d'Europa i els EUA Obres d'un període que van des del 1700 a 1850, entre manuscrits, còpies i impressions primerenques, van ser recopilades i presentades en format digitalitzat d'alta resolució. Nou material s'ha anat afegint com, per exemple, documents amb marca d'aigua i altres realitzats per diversos copistes.

## Socis
El Bach Digital és un projecte col·laboratiu de l'Arxiu Bach de Leipzig (conjuntament amb el Centre d'Informàtica de la Universitat de Leipzig), la Biblioteca Estatal de Berlín (SBB), la Biblioteca de l'Estat de Saxònia a Dresden (SLUB) i la Biblioteca Estatal i Universitària d'Hamburg (SUB Hamburg). A més del patrocini de la Deutsche Forschungsgemeinschaft, el qual ha atorgat un fons per a l'accés a documents dipositats a l'estranger des de 2013. Es van incorporar coneixements tècnics gràcies a la col·laboració amb IBM.
Bach Digital forma part de les plataformes Deutsche Digitale Bibliothek i Europeana. En l'àmbit internacional, la informació prové de la Biblioteca Britànica de Londres, la Biblioteca del Congrés a Washington, la Biblioteca de la Universitat Harvard a Boston i les biblioteques de música de la Universitat Yale i la Juilliard School. Entre les biblioteques que també van contribuir cal destacar la Biblioteca de la Universitat de Frankfurt, la Bachhaus Eisenach, la Universitätsbibliothek Johann Christian Senckenberg, la Württembergische Landesbibliothek, el Germanisches Nationalmuseum, el Heimatmuseum Saalfeld, la Herzogin Anna Amalia Bibliothek i el Stiftelsen Musikkulturens Fraemjande d'Estocolm.

## Funcionament
El lloc web va ser dissenyat per a servir als acadèmics de Bach, els artistes intèrprets o executants de les seves obres, especialment en interpretació historicista, i les persones interessades. Tota la informació recopilada i tractada científicament, està disponible gratuïtament, no sols de les obres de Johann Sebastian Bach, sinó també les d'altres membres de la seva família: 
- Carl Philipp Emanuel Bach (1714–1788);
- Wilhelm Friedemann Bach (1710–1784);
- Johann Christoph Friedrich Bach (1732–1795);
- Johann Christian Bach (1735–1782)

Així com les obres trobades en l'Arxiu Altbachisches.
Bach Digital té com a objectiu fer que la recerca de l'obra de Bach sigui de fàcil accés, i per aconseguir-ho utilitza una implementació de la plataforma MyCoRe.
El seu contingut està llicenciat sota la categoria Creative Commons amb Atribució-No comercial 4.0 Internacional (CC BY-NC 4.0) .

### Pàgines de treball
El lloc web alberga pàgines separades per a les composicions. Els URL estàtics per a aquestes pàgines comencen amb {{format ref}} http://www.bachdigital.de/receive/bachdigitalwork_work_ i acaben amb un número de vuit dígits (els primers quatre són zeros inicials per a treballs en la versió de 1998 del catàleg BWV). Cadascun d'aquests números identifica una obra. Per exemple: 
- No. 00000001 → {{format ref}} http://www.bachdigital.de/receive/bachdigitalwork_work_00000001 = BWV 1
- No. 00000632 → {{format ref}} http://www.bachdigital.de/receive/bachdigitalwork_work_00000632 = BWV 552
- No. 00001524 → {{format ref}} http://www.bachdigital.de/receive/bachdigitalwork_work_00001524 = BWV Anh. 213

A més de les addicions i correccions posteriors, aquests números segueixen la classificació dels números del catàleg BWV, però amb versions alternatives de la mateixa composició inserides immediatament després del número BWV de la composició a la qual pertanyen, per exemple: 
- BWV 80 = Treball digital de Bach (BDW) No. 0099
- BWV 80a = BDW 0100
- BWV 80b = BDW 0101
- BWV 81 = BDW 0102

Un exemple d'una addició / correcció posterior: 
- BWV Anh. 71 → renumerat a BWV 1128 → nou número de Bach Digital Work més enllà del de BWV Anh. 213: BDW 1725

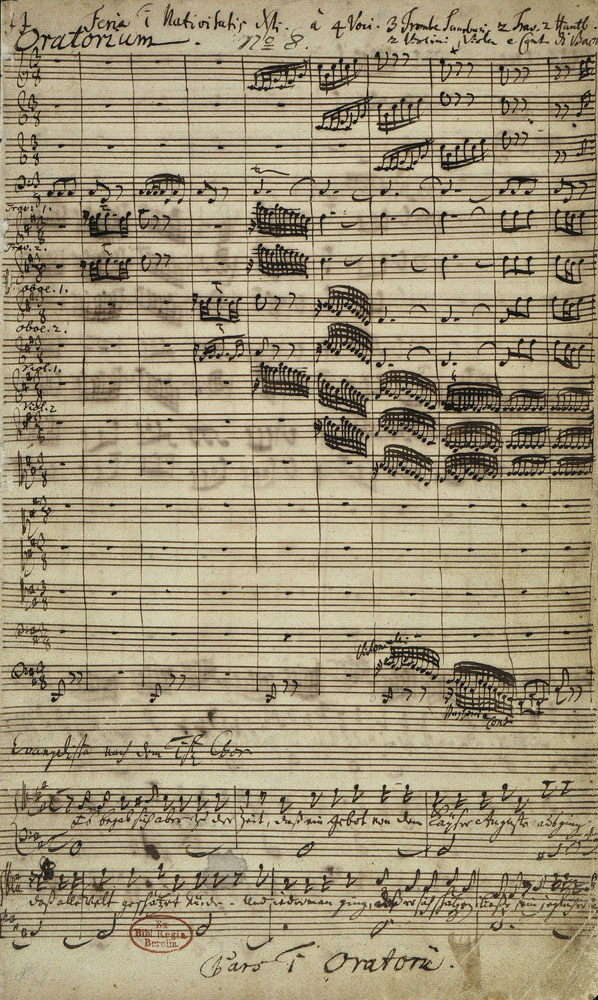
Introducció en la partitura autògrafa de Johann Sebastian Bach de lOratori de Nadal